# Xenippoides
Xenippoides is een geslacht van rechtvleugeligen uit de familie veldsprinkhanen (Acrididae). De wetenschappelijke naam van dit geslacht is voor het eerst geldig gepubliceerd in 1952 door Lucien Chopard.

## Soorten
Het geslacht Xenippoides  is monotypisch en omvat slechts de volgende soort:
- Xenippoides elongatus (Chopard, 1952)